# Clan Mōri

Mon du clan Mōri.

Le clan Mōri (毛利氏, Mōri-shi) est un clan japonais qui descend de Ōe no Hiromoto et qui établit son pouvoir dans la province d'Aki.
Après de nombreuses conquêtes, le clan Mōri s'impose comme l'un des clans les plus puissants du Japon. Il possède l'une des armées les plus importantes lors de la bataille de Sekigahara en 1600 avec 15 000 hommes. Cependant celle-ci est engagée dans le camp des perdants. Après cette bataille, le clan perd trois des provinces qu'il gouverne et doit déplacer sa capitale de Hiroshima à Hagi. Il ne reste au clan que la province de Suō et celle de Nagato, appelée domaine de Chōshū.
Après l'abolition du système han en 1871, le clan Mōri devient une lignée de ducs grâce au système nobiliaire kazoku. Une partie des sépultures de la famille de cette période se situe dans le temple  Rurikō-ji à Yamaguchi.

## Membres notables
- Mōri Suemitsu
- Mōri Mototsuna
- Mōri Motonari
- Mōri Okimoto
- Mōri Hidemoto
- Mōri Terumoto